# Foveosa foveolata
Espèce
Synonymes
- Pardosa foveolata Purcell, 1903
- Lycosa houssa Strand, 1913
- Pardosa foveolata Lessert, 1915
- Pardosa houssabeni Roewer, 1955

Foveosa foveolata est une espèce d'araignées aranéomorphes de la famille des Lycosidae.

## Distribution
Cette espèce se rencontre en Afrique australe, en Afrique centrale et en Afrique orientale de la Guinée équatoriale à l'Éthiopie jusqu'à l'Afrique du Sud.

## Description
Les mâles mesurent de 3,92 à 5,42 mm et les femelles de 4,92 à 6,92 mm.

## Publication originale
- Purcell, 1903 : New South African spiders of the families Migidae, Ctenizidae, Barychelidae Dipluridae, and Lycosidae. Annals of the South African Museum, vol. 3, p. 69-142 (texte intégral).